# José Luis Brown
Pour les articles homonymes, voir Brown.
José Luis Brown, né le 11 novembre 1956 à Ranchos et mort le 12 août 2019 à La Plata, surnommé « El Tata », est un footballeur argentin, devenu entraîneur. 
Évoluant au poste de défenseur central, il est sélectionné de 1983 à 1989 en équipe nationale argentine, avec laquelle il remporte la Coupe du monde de 1986.

## Biographie

### Carrière de joueur
Descendant direct d'Alexander Watson Hutton (en), un des pionniers du football argentin, José Luis Brown naît dans la province de Buenos Aires en Argentine. 
Celui que l'on va surnommer « Tata » fait ses débuts de footballeur professionnel dans le club argentin d'Estudiantes de La Plata, où il reste neuf années et pour lequel il dispute plus de 300 matchs. Lors de ses deux dernières saisons, en 1982 et 1983, il réussit l'exploit, en tant que défenseur, d'inscrire 17 buts en 69 matchs de Primera División, contribuant ainsi activement aux deux titres remportés par son équipe. 
Courant 1983, Brown quitte l'Argentine et signe à l'Atlético Nacional en Colombie. Peu de temps après il fait ses premiers pas en sélection argentine à l'occasion de la Copa América 1983. Après deux années en Colombie, Brown revient en Argentine, à Boca Juniors puis au Deportivo Español où il joue peu. Blessé sérieusement au genou, il se trouve sans club pendant la saison 1985-1986, à 30 ans, et perd sa place en sélection.
Pourtant il garde la confiance du sélectionneur Carlos Bilardo, connu à Independiente, et se trouve sélectionné dans le groupe argentin pour la Coupe du monde au Mexique comme doublure de Daniel Passarella. Ce dernier se blesse avant le début du mundial et Brown dispute finalement les sept matchs de la compétition. José Luis Brown s'affirme, malgré le scepticisme des observateurs, comme un des bons joueurs du tournoi à son poste. En finale contre l'Allemagne, il inscrit son premier et seul but international en ouvrant la marque d'un coup de tête. Les Argentins l'emportent (3-2) et Brown, nouveau champion du monde, devient une vedette que se disputent les clubs européens.
Brown signe finalement au Brest Armorique FC, en France, où le président François Yvinec et l'homme d'affaires Michel-Édouard Leclerc investissent pour monter une équipe de haut-niveau. Le champion du monde argentin ne reste qu'un an en Bretagne et s'en va l'été suivant au Real Murcie, en Liga espagnole, où il s'engage pour deux ans. Il réalise une première saison correcte et une seconde tronquée, conclue par une relégation en deuxième division. 
Malgré ses performances mitigées en Europe, il conserve sa place en sélection et participe aux deux éditions suivantes de la Copa América en 1987 et 1989, dont l'Argentine termine respectivement 4e et 3e. En 1989, il rentre en Argentine, au Racing Club de Avellaneda, où il arrête sa carrière sportive l'année suivante.

### Carrière d'entraîneur
Après sa retraite sportive, il commence une carrière de technicien et d'entraîneur. Il fait ses débuts en 1995 avec Los Andes, en Primera B, la D2 argentine. L'année suivante il est l'adjoint de Carlos Bilardo à Boca Juniors. En duo avec Héctor Enrique, il dirige le Club Almagro (2000-2001) puis Nueva Chicago (2001-2002), sans résultats probants. 
En 2002-2003 il dirige le Club Blooming, en Bolivie, puis rejoint une nouvelle fois Bilardo, à Independiente cette fois. Il dirige ensuite l'Atlético Rafaela (2004, en Primera B), retourne au Club Almagro (2005-2006), signe avec le CS Ben Hur (2006-2007), puis Ferro Carril Oeste (2007 puis 2013, en Primera B toujours). 
Il est sélectionneur national des moins de 17 ans, de 2007 jusqu'à la Coupe du monde de football des moins de 17 ans 2009 où les Argentins s'inclinent cruellement dès les 8es de finale, quelques mois après avoir perdu la finale du championnat d'Amérique du Sud aux tirs au but face au Brésil.

### Décès
Atteint de la maladie d'Alzheimer, il meurt le 12 août 2019 à l'âge de 62 ans. Il est le second des champions du monde argentins de 1986 à décéder, après José Luis Cuciuffo (1961-2004).

## Palmarès
Avec l'équipe d'Argentine
- Vainqueur de la Coupe du monde de 1986

 Avec Estudiantes de La Plata
- Vainqueur du Champion d'Argentine en 1982 (Metropolitano) et 1983 (Nacional)

## Statistiques
José Luis Brown compte 36 sélections (1 but) en équipe d'Argentine entre 1983 et 1989.
| Saison       | Club                 | Championnat | Matchs | Buts |
| ------------ | -------------------- | ----------- | ------ | ---- |
| 1975         | Estudiantes La Plata | PD          | 20     | 1    |
| 1976         | Estudiantes La Plata | PD          | 14     | 1    |
| 1977         | Estudiantes La Plata | PD          | 31     | 0    |
| 1978         | Estudiantes La Plata | PD          | 44     | 0    |
| 1979         | Estudiantes La Plata | PD          | 29     | 0    |
| 1980         | Estudiantes La Plata | PD          | 41     | 0    |
| 1981         | Estudiantes La Plata | PD          | 43     | 6    |
| 1982         | Estudiantes La Plata | PD          | 52     | 10   |
| 1983         | Estudiantes La Plata | PD          | 17     | 7    |
| 1983 et 1984 | Atlético Nacional    | D1          | 54     | 3    |
| 1985         | Boca Juniors         | PD          | 9      | 4    |
| 1985-1986    | Deportivo Español    | PD          | 5      | 0    |
| 1986-1987    | Brest Armorique FC   | D1          | 31     | 1    |
| 1987-1988    | Real Murcie          | Liga        | 21     | 1    |
| 1988-1989    | Real Murcie          | Liga        | 7      | 0    |
| 1989-1990    | Racing Club          | PD          | 10     | 1    |
| Total        | Total                | Total       | 428    | 35   |